# Arie Baars
Arie Baars (Sliedrecht, 3 september 1947) is een Nederlands theoloog. Hij was predikant en hoogleraar praktische theologie aan de Theologische Universiteit in Apeldoorn.

## Levensloop
Baars studeerde na zijn gymnasiumopleiding in Gorinchem klassieke talen en Letterkunde aan de Rijksuniversiteit Leiden. Vanaf 1970 volgde hij de studie theologie aan de Theologische School van de Christelijke Gereformeerde Kerken in Apeldoorn. In 1974 werd hij als predikant bevestigd in Urk. In de periode 1981 tot 1988 diende hij de Free Reformed Church van Dundas in Canada. Hierna was hij van 1988 tot 1996 predikant in Middelharnis.

## Hoogleraar ambtelijke vakken in Apeldoorn
In 1996 werd Baars hoofddocent in de diaconiologische vakken aan de Theologische Universiteit Apeldoorn als opvolger van prof. dr. W.H. Velema. In 2004 promoveerde hij op een dissertatie over de Drie-eenheid bij Calvijn bij de Apeldoornse hoogleraar J.W. Maris.
Bij zijn afscheidscollege vroeg Baars aandacht voor de rede van een van zijn voorgangers, prof. Willem Kremer getiteld 'Geestelijke leiding in de prediking'. Deze rede is volgens hem actueel in het spanningsveld waarin de Christelijke Gereformeerde Kerken zich bevinden sinds de periode na de Tweede Wereldoorlog. De spanningen in de Christelijke Gereformeerde Kerken raken volgens hem vooral 'de visie op de prediking'. Sommigen benadrukken sterk de vastheid van Gods beloften en hebben daarbij een optimistische gemeentebeschouwing. Anderen benadrukken de noodzaak van persoonlijke bevinding en gaan niet zomaar uit van de veronderstelling dat het grootste deel van de gemeente –zo niet de gehele gemeente– het ware geloof bezit. Duidelijke Schriftuurlijk-bevindelijke geestelijke leiding is in de prediking noodzakelijk, waarin duidelijk onderscheiden wordt tussen zaligmakend geloof en niet-zaligmakend geloof, en ook de weg gewezen wordt om tot Christus te komen en met Hem te leven.
Geestelijke leiding in de prediking definieert Baars als volgt: "Bij geestelijke leiding in de prediking gaat het om de volgende vraag: hoe laat de voorganger in de bediening van het Woord zien op welke manier de Heilige Geest het heil dat Christus heeft verworven, uitwerkt in en toepast aan de harten en levens van zondige mensen. Hierbij moeten we allereerst denken aan de manier waarop de Geest zondaren tot Christus brengt in de weg van geloof en bekering, maar ook om het werk van de Geest in de oefening en de groei van het geloofsleven en om Zijn leiding in de heiliging van het leven."

## Heruitgaven puriteinse klassieken
Nadat Baars op 1 februari 2014 met emeritaat ging vertaalt hij in de serie 'puriteinse klassieken' werken van puriteinen in hedendaags Nederlands. Zo vertaalde hij preken van Jonathan Edwards die handelen over 'de soevereiniteit van God', een preek getiteld 'zondaren in de handen van een toornend God' en enkele preken waarin de opwekkingsprediker Edwards antwoord geeft over 'de middelen om de welverdiende straf te ontgaan en wederom tot genade te komen'. De preken van Edwards zijn gebundeld onder de titel de ruimte van soevereine genade. Baars verzorgde eveneens de heruitgave van drie werken over 'de geestelijke strijd' door John Owen (1616-1683). Deze afzonderlijke werken 'De verzoekingen', 'De inwonende zonde' en 'De doding van de zonde' zijn nu samen beschikbaar in één Nederlandse editie met als titel Op leven en dood. Eerder verzorgde Baars ook een hertaling van het boek Come and welcome to Jesus Christ van John Bunyan. De titel in het Nederlands luidt Komen tot Jezus Christus. Hoe zondaren tot hem komen en waarom ze bij Hem welkom zijn. In het najaar van 2018 verscheen een hertaling van zijn hand van Pilgrim's Progress (De Christenreis) van John Bunyan.

## Overige publicaties
Baars verzorgde diverse heruitgaven van preken en redes van een van zijn voorgangers prof. Gerard Wisse. Ze zijn aangepast aan de hedendaagse spelling. De boeken zijn voorzien van een inleiding over het werk en de betekenis van prof. Wisse. 
In 2011 leverde Baars een bijdrage aan een biografisch boekje Liefde voor het Woord over ds. L.H. van der Meiden. Hieraan werd ook medewerking verleend door G. Koffeman en ds. A van de Weerd.
- Gemeinsame Normdatei: 136197647
- International Standard Name Identifier: 0000 0003 8550 9959
- Library of Congress Control Number: no2005096652
- Nederlandse Thesaurus van Auteursnamen: 084903872
- Virtual International Authority File: 200643800
- WorldCat: E39PBJmHJyprwWhTwktGvg3CwC